# Stör (å)

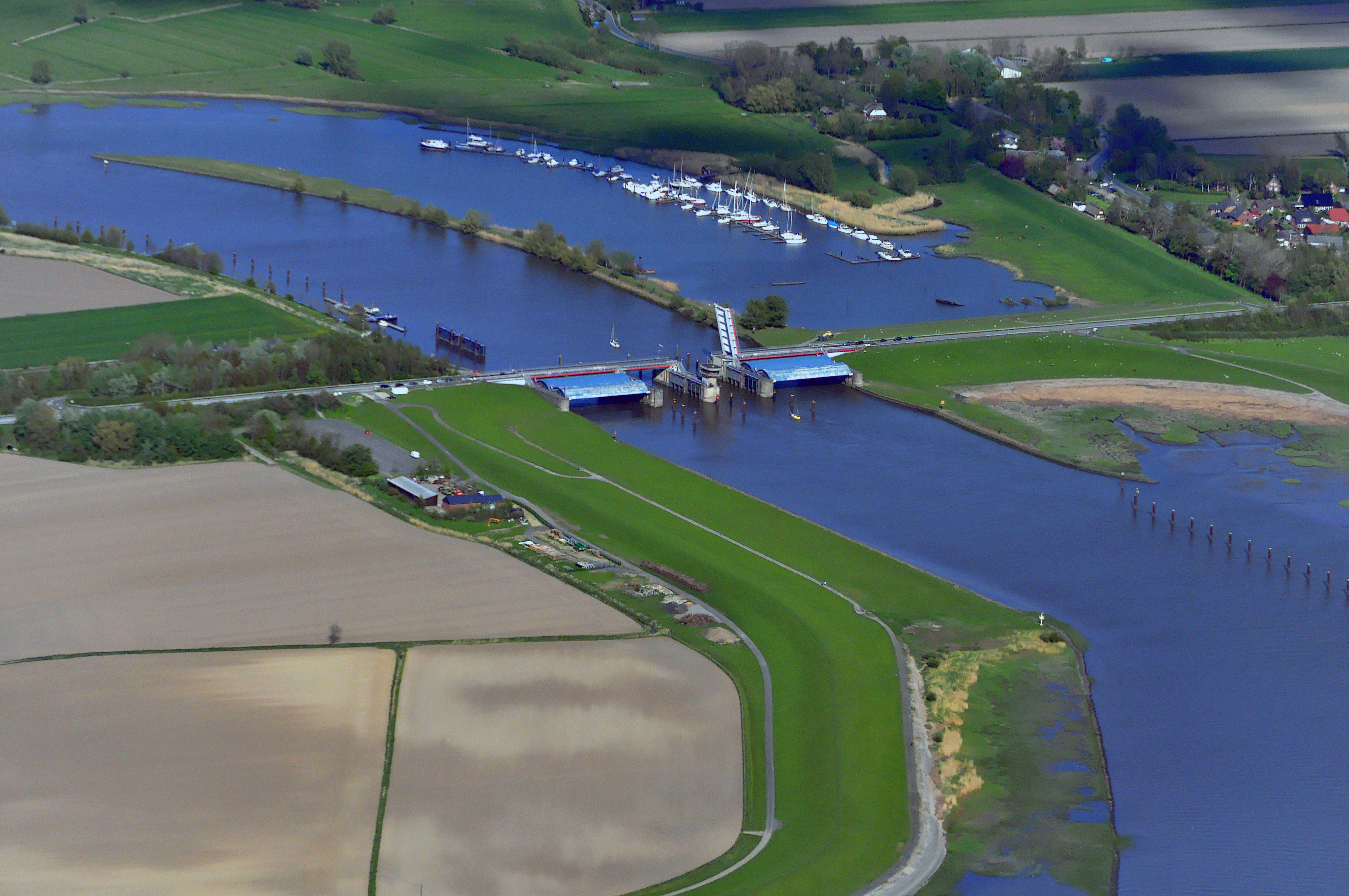
Skyddsanläggning mot tidvatten vid åns mynning i havet.

Stör (ˈʃtøɐ, regionalt ˈstøːɛ, latiniserat Sturia) är en högerbiflod till Elbe i Schleswig-Holstein, som påverkas av tidvatten i sitt nedre lopp. När det gäller vattendragstyp är det ett kärrvattendrag.

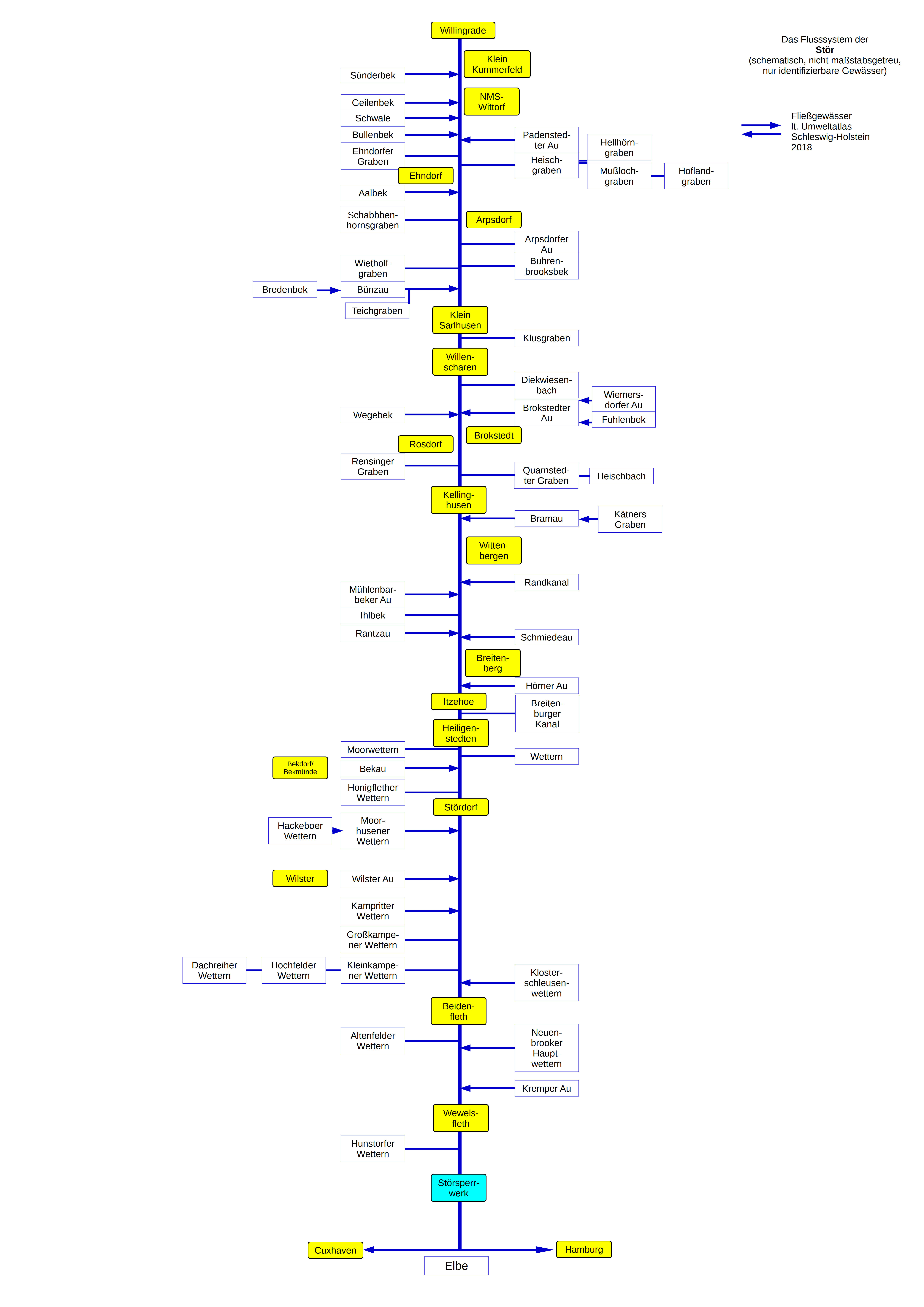
Störens flodsystem (schematisk bild)

## Bana
Stör rinner upp ca 15 km sydost om Neumünster nära Willingrade i Kreis Segeberg.
Kort efter källflödet är den uppdämd för ett kulturminnesmärkt pappersbruk.

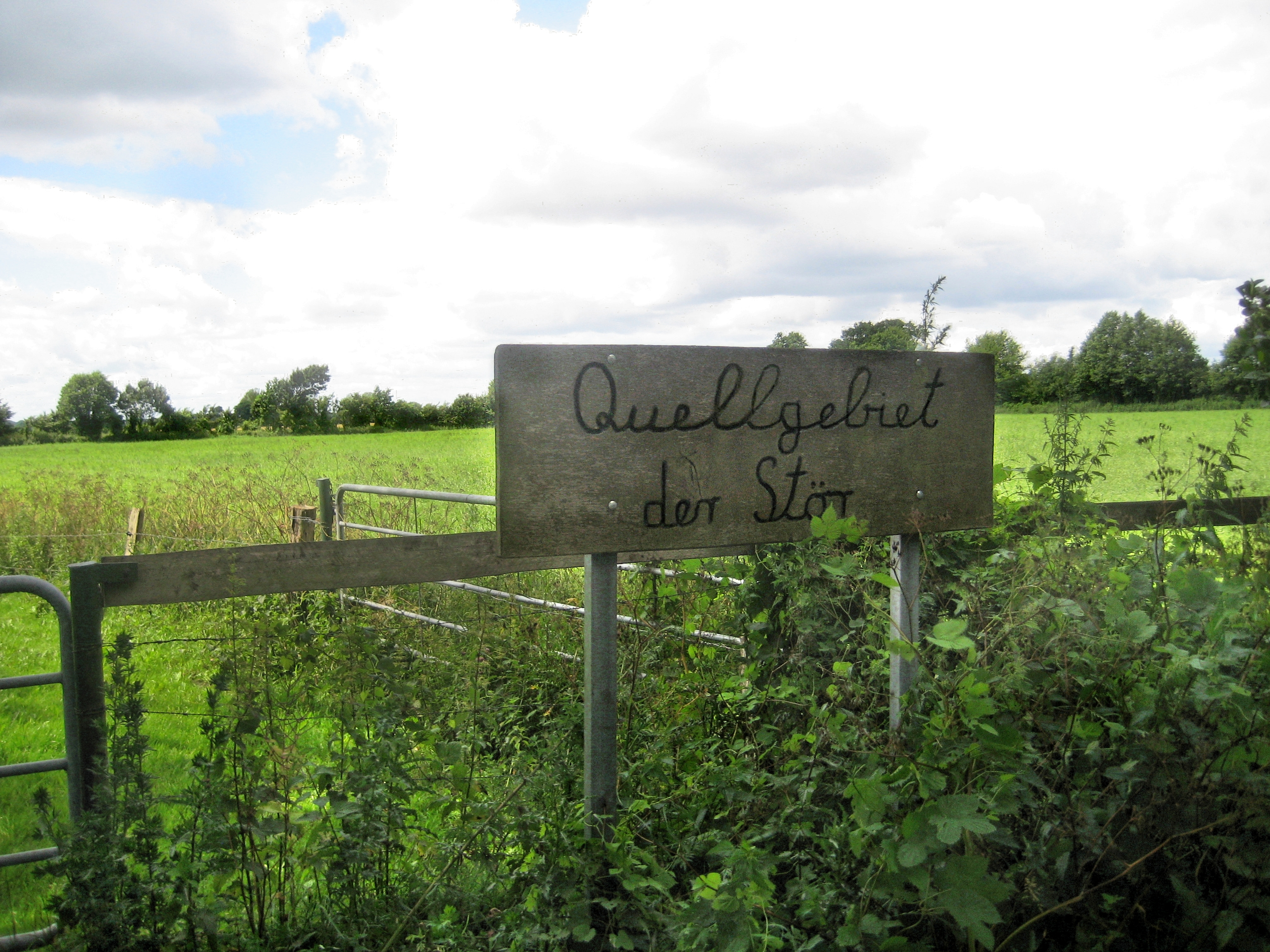
Skylt till källområdet
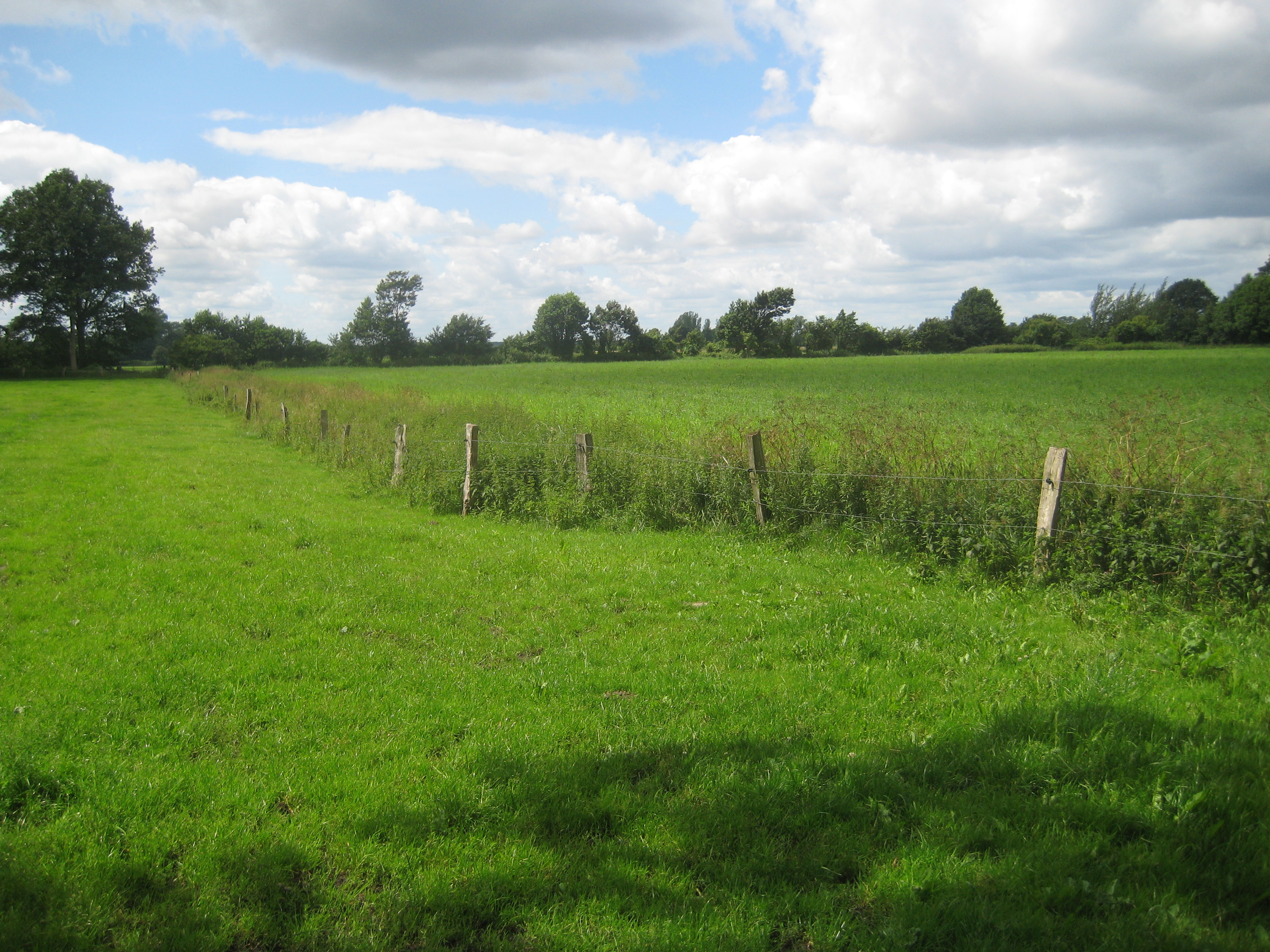
Det första diket som bär namnet "Stör"
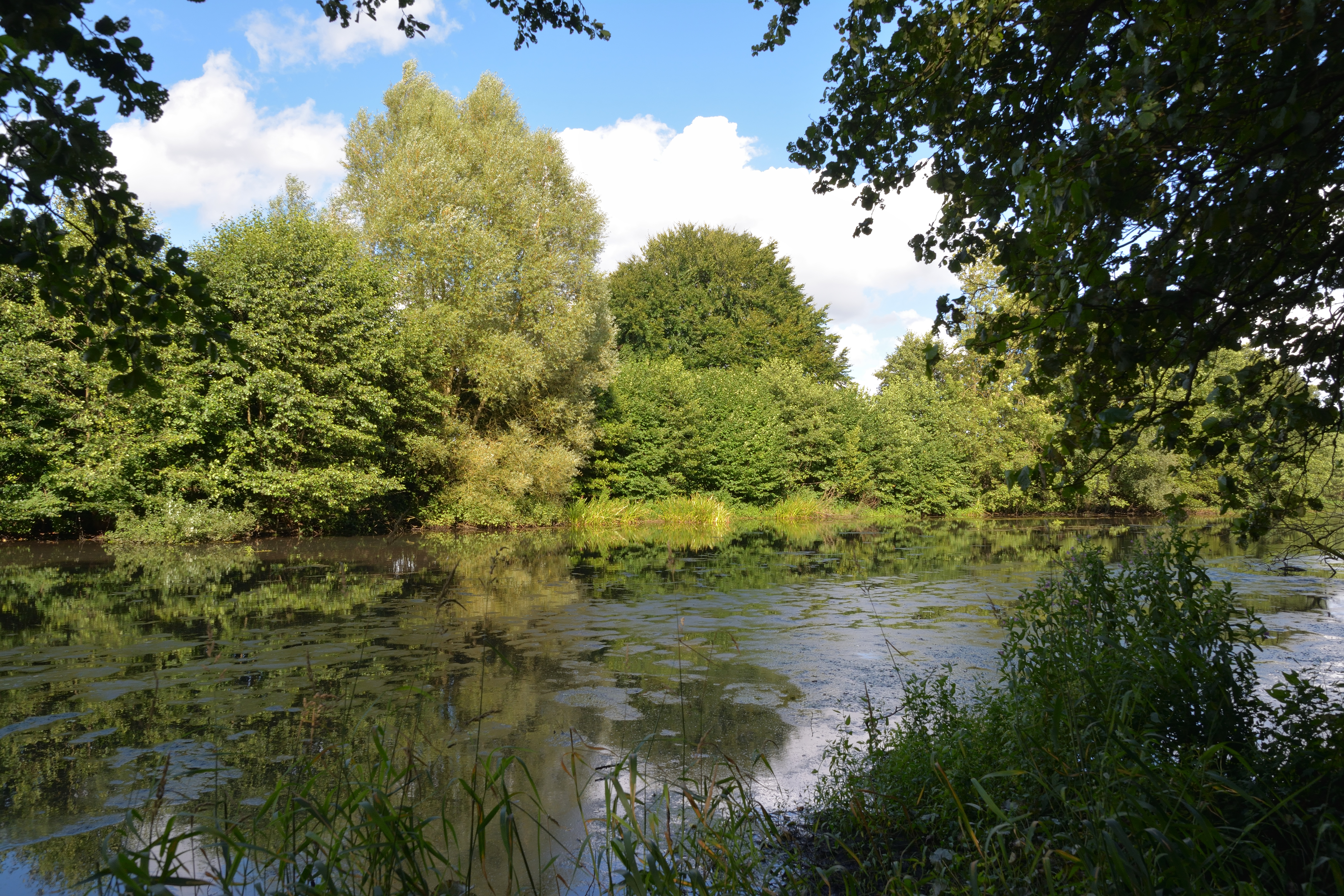
Spärrdammen till pappersbruket

Den korsar sedan utkanten av Neumünster, det södra distriktet Rendsburg-Eckernförde och distriktet Kreis Steinburg och rinner ut i Elbe cirka 4 km nordväst om Glückstadt. I kommunen Heiligenstedten når den kärrslätten; från Itzehoe och framåt börjar dess lopp att meandra. Floden har en längd av cirka 87 kilometer och en genomsnittlig vattenföring på 21,7 m³/s vid mynningen i nedre Elbe.

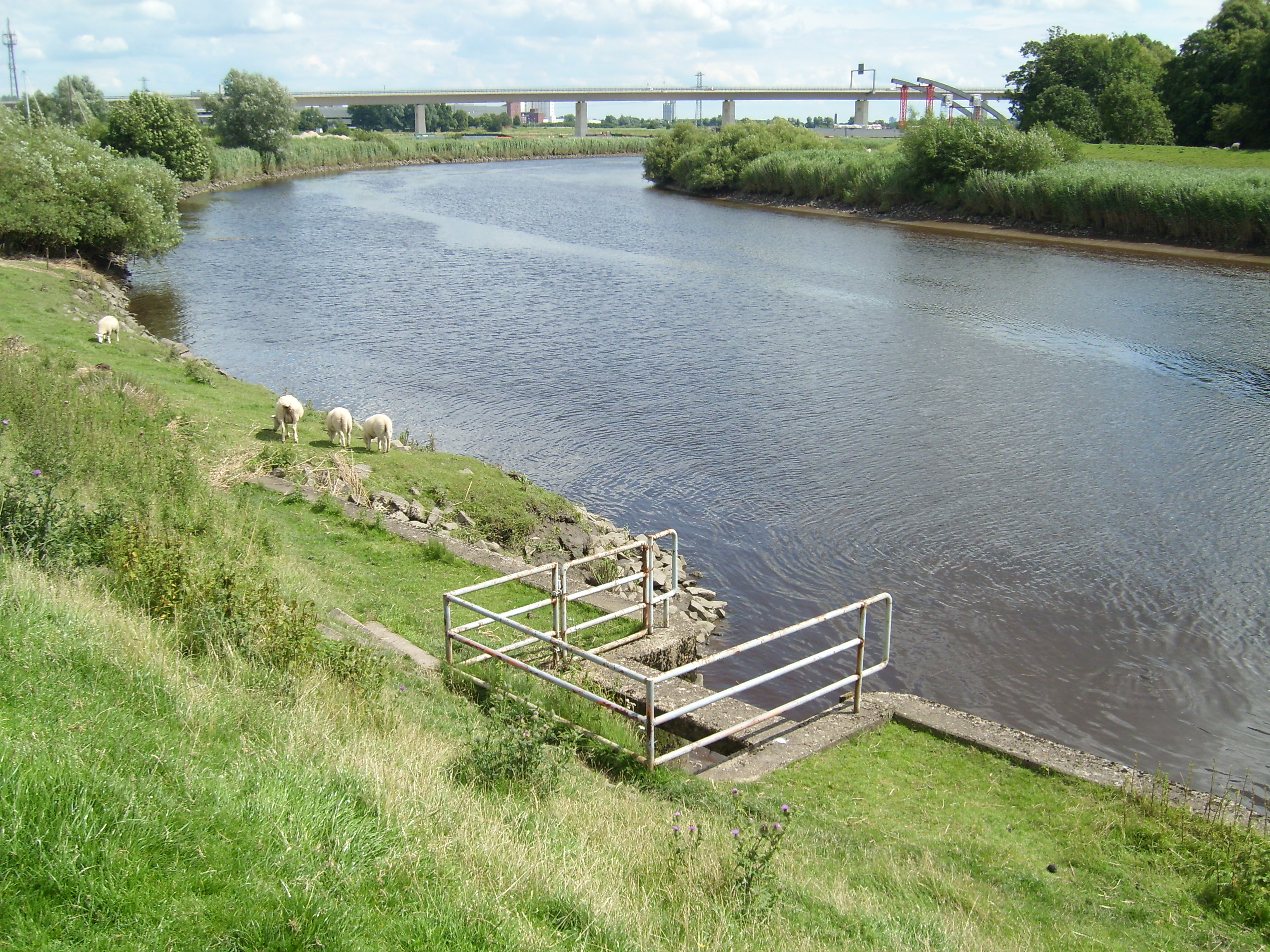
Störmäander i Heiligenstedten

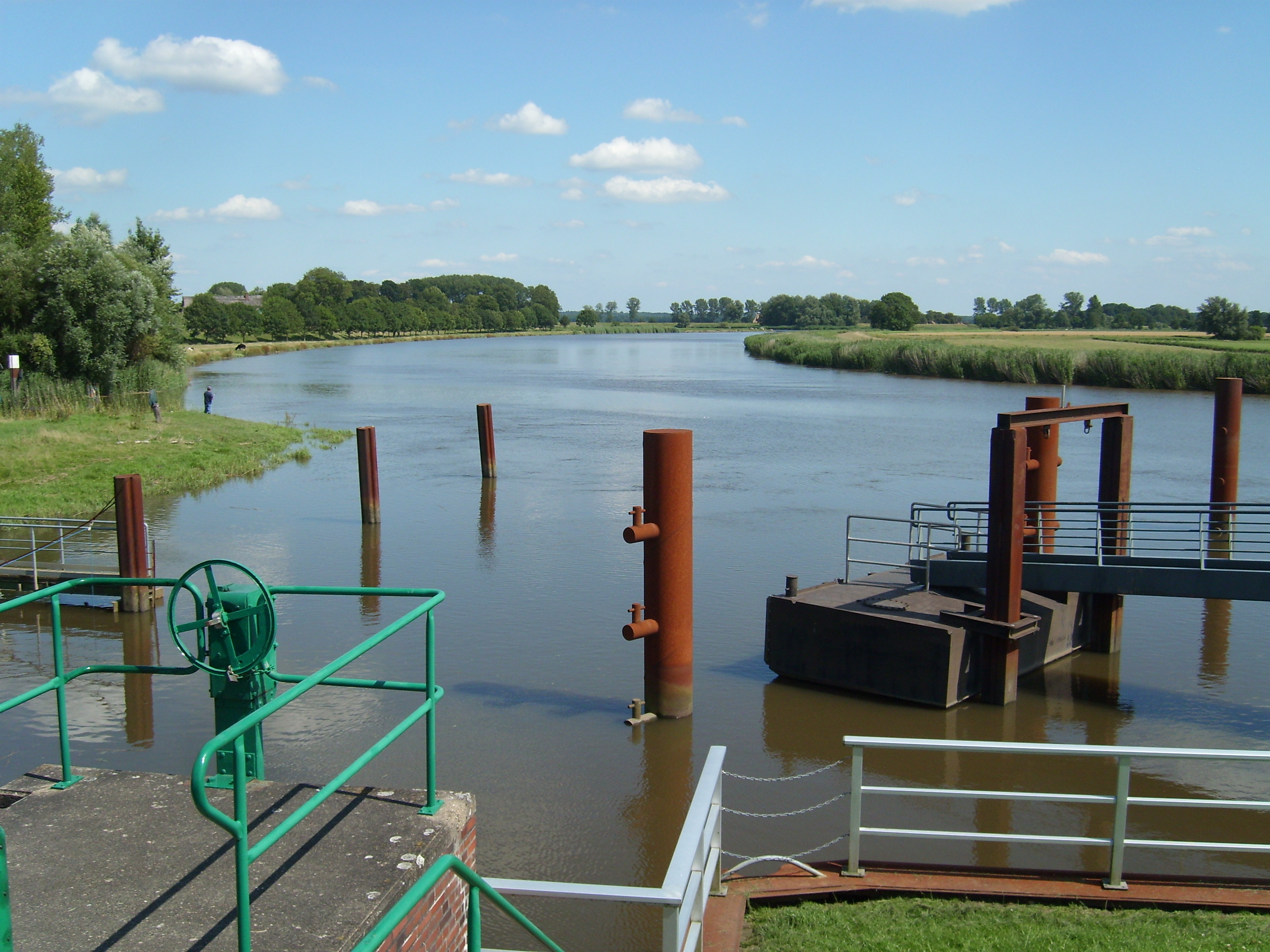
Mäander i Landrecht/Stördorf

Från Itzehoe (flodkilometer 53) till mynningen kan Stör användas för yrkesmässig sjöfart, även om den blir allt mindre viktig. Fritidsbåtar använder däremot fortfarande Stör ovanför Itzehoe. Störsperrwerk, som byggdes 1975 två kilometer uppströms från mynningen, skyddar låglandet längs Stör från effekterna av stormfloder. Konstruktionen har två 22 meter breda navigationsöppningar som är försedda med tätningsluckor.
Lågvatten och högvatten påverkar vattennivån i Stör på mer än hälften av dess längd från mynningen till ovanför Kellinghusen (flodkilometer 32); det är den enda bifloden till nedre Elbe där tidvattenrörelsen är fri och tidvattengränsen inte definieras av en tvärgående struktur. Skillnaden i vattenstånd på grund av tidvatten är vid Störsperrwerk cirka 2,75 meter. Området från Kellinghusen till källan, som inte påverkas av tidvattnet, har ett avrinningsområde på 1 160 km². Hela avrinningsområdet täcker 1 781 km².

## Biflöden
Bifloder i den övre delen är Sünderbek, Geilenbek, Schwale (vid flodkilometer 8), Aalbek (flodkilometer 12), Bünzau (flodkilometer 18), Brokstedter Au, Kirchweddelbach, Bullenbach, Rensinger Graben, Quarnstädter Graben, Mühlenbek, Bramau (flodkilometer 34,8), i mitten av loppet Hörnerau (flodkilometer 35), Mühlenbarbeker Au, Ihlenbek, Rantzau (flodkilometer 42,9), Moorwettern, Lübsche Wettern, Bekau (flodkilometer 60) och i det nedre loppet Große Feldwettern, Wilsterau (flodkilometer 63,5), Kampritt Wettern, Klosterwettern, Groß-Kampen-Wettern, Altenfelder Wettern, Große Wettern, Neuenbrooker Wettern, Kremper Au, (flodkilometer 75,8) och Wettern nära Wewelsfleth. Breitenburger Kanal är också ansluten till Stör (flodkilometer 49,5).

## Störövergångar

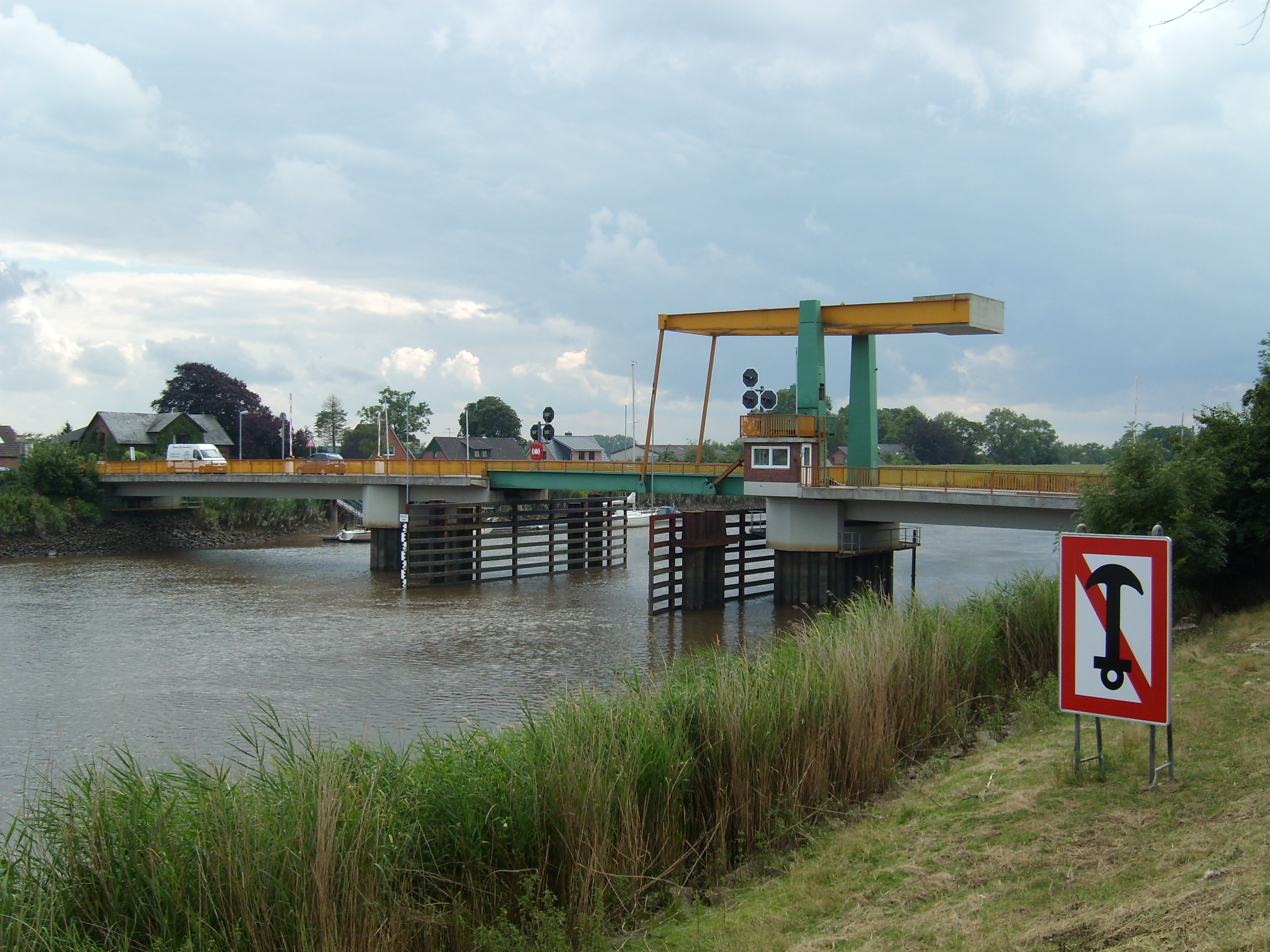
klaffbro Heiligenstedten

Nedströms staden Itzehoe finns det bara ett fåtal Störövergångar: Förutom Störbrücke på Bundesautobahn 23 är Wilster- och Krempermarsch endast förbundna genom klaffbro i Heiligenstedten, färjan "Else" i Beidenfleth och Bundesstraße 431 som löper över Störsperrwerk ovanför Störs mynning.

## Tidigare borgkomplex
Det fanns flera slott i låglandet vid Stör. De äldsta är slottet Esesfeld nära Heiligenstedten och slottet Wittorf i Neumünster vid mynningen av Schwale, båda från 800-talet. Under de följande århundradena byggdes slottet Itzehoe i det tidigare Störschleife i Itzehoe och slottet Breitenburg nära dagens slottet Breitenburg. Slott byggdes också vid Störs bifloder, till exempel Kaaksburg från 800-talet vid sammanflödet mellan Mühlenau och Bekau, nedanför sammanflödet mellan Höllenau och Bünzau eller Steinburg (Holstein) vid Kremperau, byggt i slutet av 1200-talet.

## Juridisk klassificering
Stör (St) är en 50,2 km lång Bundeswasserstraße inom ansvarsområdet för Wasserstraßen- und Schifffahrtsamt Hamburg från BWaStr-km 0,00 (spårvidd Kellinghusen) till km 51,19 (mynning i Elbe vid km 678,51).
Från 1882 till 1898 breddades Stör nedströms Itzehoe; kulvertar, utplaning av kurvor och strandskoningar byggdes. Ytterligare åtgärder genomfördes mellan 1950 och 1954.
Den är inte klassificerad som en federal inre vattenväg fram till Itzehoe (km 23,70); från Itzehoe till dess mynning är den en vattenvägsklass inre vattenväg III. Den är en av de inre vattenvägar som omfattas av Seeschifffahrtsstraßen-Ordnung.
Stör tillhör avrinningsdistriktet Elbe i enlighet med § 7 Para. 1 No. 6 Wasserhaushaltsgesetz.

## Byggnadsåtgärder

### Orealiserade byggnadsåtgärder
För byggandet av Eiderkanalen undersökte man 1774 fortfarande en möjlig väg från Kiel till Nedre Elbe, som gick genom Stör. För detta skulle man använda glaciärkanalen från övre Eider, Bothkamper Sjö, Bordesholmer Sjö, och Einfelder Sjö. Efter vattendelaren vid Einfeldsjön skulle nedre Elbe ha nåtts via de två floderna Schwale och Stör.

### Realiserade byggnadsåtgärder
Sedan flera år (från och med 2016) pågår en återställning av Störs övre lopp. Överfallsvärnet väster om Störkathen är inte längre funktionellt och passerbart. Bottenfall i betong håller på att ersättas av bottenrutschbanor. I området kring kommunerna Arpsdorf, Ehndorf och Padenstedt har mer än tjugo meandrar nyskapats i den uträtade Stör. Vid dammarna vid pappersbruket i Neumünster har återställningen hittills avslutats.

### Planerade byggnadsåtgärder
I Kellinghusen-området planeras byggåtgärder för att förhindra översvämningar. Återöppnandet av den utfyllda Störschleife diskuteras för centrumområdet i Itzehoe.
Mellan Kellinghusen och Sarlhusen ska elva kilometer av Stör återskapas till 2025

## Återintroduktion av stör

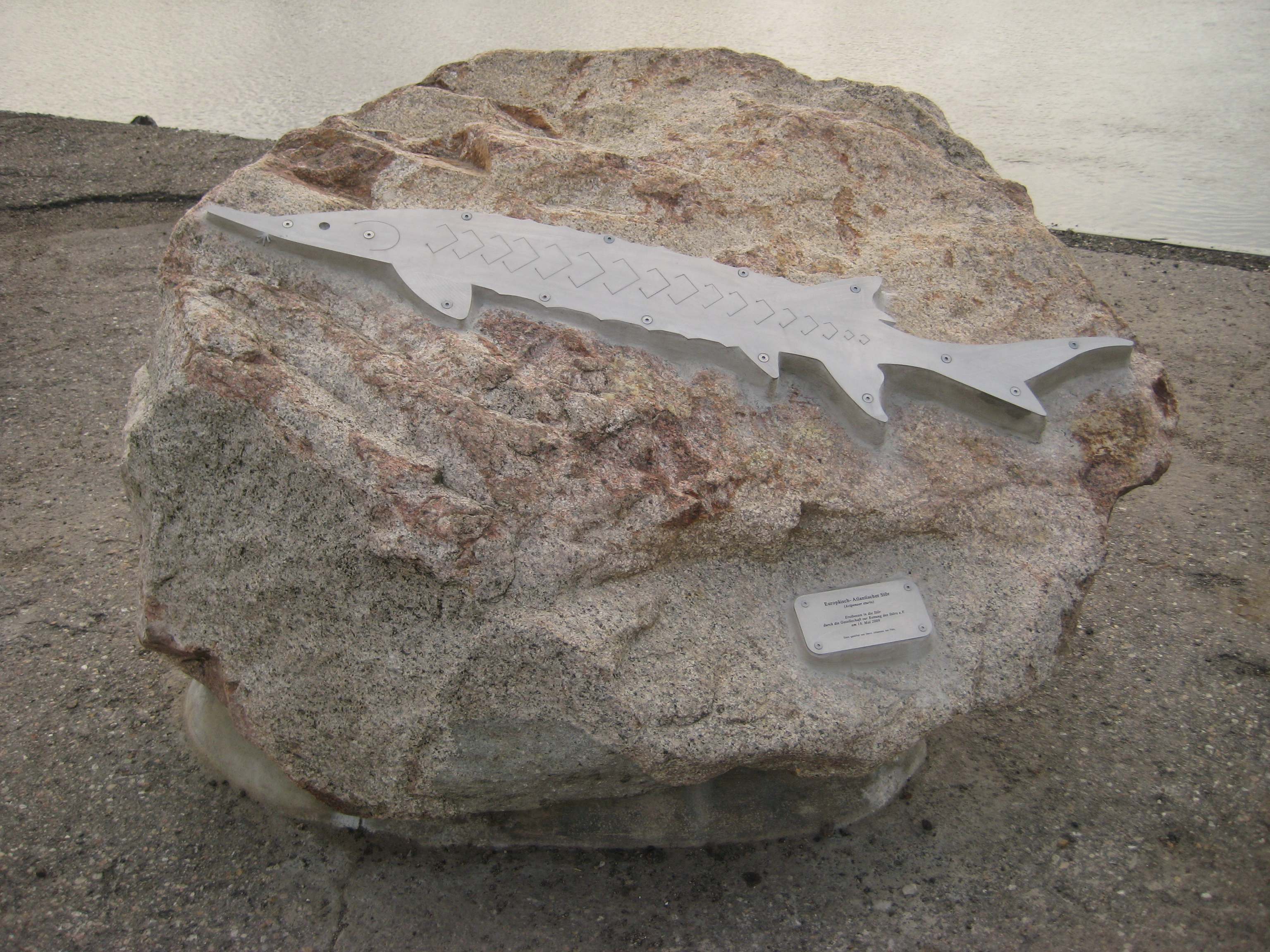
Minnessten i Itzehoe för försöket att återintroducera stören

Sedan 2009 har det gjorts försök att återintroducera den nästan utrotade Europeiska stören.
En minnessten i Itzehoes stadshamn påminner om den första utsättningen av 53 exemplar som en del av Störschipperfest